# River Bulbourne
Der River Bulbourne ist ein Wasserlauf in Hertfordshire, England. Er entsteht am nördlichen Rand von Dudswell nördlich von Berkhamstead. Sein Lauf folgt eng dem Grand-Union-Kanal, wobei er teilweise auch in den Kanal übergeht und schließlich in Hemel Hempstead in den River Gade mündet.
1700 lag seine Quelle noch rund 4 km weiter nördlich und der Fluss neigt heute dazu in seinem Oberlauf im Sommer auszutrocknen, da die Pumpstationen, die dem Grand-Union-Kanal Wasser zuführen den Grundwasserspiegel abgesenkt haben.